# Hiisijärvi (sjö i Finland, Lappland)
Hiisijärvi är en sjö i Finland. Den ligger i kommunen Ranua i landskapet Lappland, i den norra delen av landet, 700 km norr om huvudstaden Helsingfors. Hiisijärvi ligger 177,7 meter över havet. Arean är 95,6 hektar och strandlinjen är 6,55 kilometer lång. Sjön  ingår i Simo älvs huvudavrinningsområde.   Den ligger vid sjön Simojärvi.